# Cary Joji Fukunaga
Cary Joji Fukunaga (* 10. července 1977 Alameda, Kalifornie) je americký filmový a televizní režisér, scenárista, producent a kameraman.

## Životopis
Narodil se v kalifornském městě Alameda. Jeho otec, Anthony Shuzo Fukunaga, patřil do třetí generace Japonců v Americe a narodil se v internačním táboře během druhé světové války. Jeho matka, Gretchen May (Grufman), má švédskou a americkou národnost, pracovala jako dentální hygienička a později jako asistentka na univerzitě v oboru historie. Po ní zdědil zájem o historii. Jeho rodiče se rozvedli a oba si našli nové partnery, s nimiž se vzali.
Původně chtěl být profesionálním snowboardistou, ale v dospělosti ho uchvátil filmový svět. Začínal jako kameraman a později se přihlásil na filmovou školu. Chodil na střední školu Analy a později absolvoval na Kalifornské univerzitě v Santa Cruz, kde v roce 1999 získal titul bakalář umění v oboru historie. Také chodil na Institut d'études politiques (IEP) v Grenoblu. Poté nastoupil na filmovou školu spadající pod New York University.
Trvale žije v New Yorku. Dříve dlouhodobě pobýval ve Francii, Japonsku, Mexiku a Londýně. Mluví plynně francouzsky a španělsky, naproti tomu vůbec neumí japonsky. Za svou mentorku pokládá scenáristku Naomi Foner, matku herců Maggie a Jaka Gyllenhaalových.

## Filmografie

### Film
| Rok  | Název                  | Režisér | Scenárista | Producent | Poznámky       |
| ---- | ---------------------- | ------- | ---------- | --------- | -------------- |
| 2009 | Chinatown Film Project | Ano     | Ano        | Ne        | také kameraman |
| 2009 | Sin Nombre             | Ano     | Ano        | Ne        |                |
| 2011 | Jana Eyrová            | Ano     | Ne         | Ne        |                |
| 2015 | Bestie bez vlasti      | Ano     | Ano        | Ano       | také kameraman |
| 2017 | To                     | Ne      | Ano        | Ne        |                |
| 2021 | Není čas zemřít        | Ano     | Ano        | Ne        |                |

Výkonný producent
- On the Ice (2011)
- Little Boxes (2016)
- Dopad (2017)

#### Krátké filmy
| Rok  | Název                    | Režisér | Scenárista | Producent |
| ---- | ------------------------ | ------- | ---------- | --------- |
| 2003 | Kofi                     | Ano     | Ano        | Ano       |
| 2004 | Victoria para chino      | Ano     | Ano        | Ano       |
| 2012 | Sleepwalking in the Rift | Ano     | Ano        | Ano       |

#### Pouze jako kameraman
| Rok  | Název                                                        | Poznámky          |
| ---- | ------------------------------------------------------------ | ----------------- |
| 2004 | Mating Call                                                  | krátký film       |
| 2004 | The Adventures of Supernigger: Episode I - The Final Chapter | krátký film       |
| 2006 | Death of Two Sons                                            | dokumentární film |
| 2005 | Two Men                                                      | krátký film       |
| 2005 | Kinnaq Nigaqtuqtuaq                                          | krátký film       |
| 2005 | White                                                        | krátký film       |
| 2005 | Clear Water                                                  | krátký film       |
| 2007 | Team Queen                                                   | krátký film       |
| 2008 | On the Ice                                                   | krátký film       |
| 2013 | Handmade                                                     | krátký film       |

### Televize
| Rok     | Název        | Režisér | Scenárista | Producent | Poznámky                                                                |
| ------- | ------------ | ------- | ---------- | --------- | ----------------------------------------------------------------------- |
| 2014-19 | Temný případ | Ano     | Ne         | Ano       | Režisér (8 dílů) Výkonný producent (24 dílů)                            |
| 2018    | Psychiatr    | Ne      | Ano        | Ano       | Scenárista (2 díly) Výkonný producent (10 dílů)                         |
| 2018    | Maniak       | Ano     | Ano        | Ano       | Tvůrce Režisér (10 dílů) Scenárista (1 díl) Výkonný producent (10 dílů) |